# Marea Coralilor

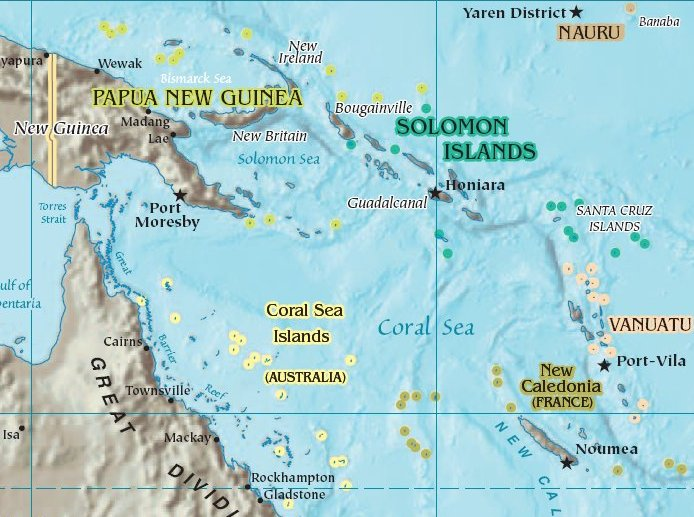
Marea Coralilor

Marea Coralilor (în engleză Coral Sea) este o mare care este legată de Pacificul de Sud, situată în afara Marii Bariere de Corali, la nord-est de Australia și nord de Marea Tasmaniei. Marea Coralilor se întinde pe suprafața de 4.791.000 km², fiind subîmpărțită în zone diferite ca mărime, de cca. 25 de atoli și bariere de corali. Marea are porțiuni puțin adânci, din care ies la suprafață formațiuni coraligene, acoperite periodic de apele fluxului. Din anul 1969 această regiune unde se află lagune și atolii cei mai mari din lume, aparține de teritoriul australian. În anul 1942 aici a avut o bătălie navală între SUA și Japonia, bătălie care a decis oprirea invaziei japoneze.În Marea Coralilor există o adevărată împărăție- lumea organică.